# Yves-Marie Goblet
 (juillet 2012).
Yves-Marie Goblet est un économiste, enseignant d'université, géographe politique et chroniqueur de presse français, né le 20 juin 1881 à Méron et mort à Paris en 1955. Bien que n'aimant pas le terme, il est l'un des précurseurs français de la géopolitique. Il s'est engagé dans le mouvement régionaliste breton et fut investi comme ovate dans le Gorsedd de Bretagne en 1902 sous le nom bardique de Yann Morvran, dont il fit souvent son prénom d'usage dans ses publications, à côté des pseudonymes Louis-Jean-Jacques Goblet et Louis Tréguiz.

## Biographie
Ayant reçu une formation d'économiste, il publie, dès 1906, de nombreux articles sur l'économie dans divers périodiques en France et à l'étranger. Il est rédacteur en chef du journal de l'Union des écoles de commerce et collabore avec l'Institut commercial de Paris.

Il enseigne dans la même période à l'École interalliée des hautes études sociales, donnant, non seulement des cours d'économie, mais aussi, à partir de 1908, un cycle de conférences axé sur « la Renaissance celtique contemporaine», dans lequel il aborde tous les aspects historiques, économiques, sociaux et culturels des « cinq nations celtiques ». Il est à l'origine de la création de la « section des études celtiques modernes » de l'IHES[réf. nécessaire].
Ses conférences, du moins celles qui concernent l'Irlande, réunies avec celles de Jean Aulneau et Francis Delaisi seront publiées en 1913 sous le titre Les Aspirations autonomistes en Europe : Albanie, Alsace-Lorraine, Catalogne, Finlande, Irlande, Macédoine, Serbo-Croatie.
Après la guerre il enseigne au Conservatoire national des Arts et métiers et se tourne vers l'étude de l'histoire économique ancienne et contemporaine de l'Irlande. Il est l'un des premiers à décrire le début la lutte de libération nationale de l'Irlande deux ans après le début de l'insurrection.
Il devient docteur de l'État vers 1928 en soutenant une thèse sur la situation géopolitique de l'Irlande au XVIIe siècle qui sera publiée en 1930. Son intérêt personnel pour les mouvements autonomistes des pays celtiques l'amènent à orienter ses travaux vers ce qu'on appelle pas encore en France la géopolitique. Il est rédacteur au quotidien républicain modéré Le Temps. Dès 1932, il publie dans ce journal Geopolitik et critique géographique, dans lequel il dénonce  comme une « machine de guerre » et « un instrument de propagande germaniste », la geopolitik prônée par les Allemands, préférant s'en tenir à la notion de « géographie politique », en accord avec Albert Demangeon, qui récuse le caractère scientifique des recherches de Karl Haushofer et de ses disciples.
Après l'arrivée d'Hitler au pouvoir, Il se montre soucieux de répondre par les idées à la menace que représente l'Allemagne nazie en publiant, en 1934 , Le crépuscule des traités, dans lequel il pointe le danger de conclure des traités avec un adversaire qui en a une conception très peu rigoureuse.
Avec Jacques Ancel, il décrit l'État-Nation comme une forme politique artificielle, donc,  non-naturelle, car, mue par le désir de pouvoir et de domination.
Il fut secrétaire général en janvier 1935 puis vice-président de la Société d'économie politique de Paris et président de la société de géographie commerciale. Dans les dernières années de sa vie, il donne des chroniques de géographie au quotidien Le Monde.

## Prises de position
Louis Goblet adhère à l'Union régionaliste bretonne (URB), dès les premières années de l'existence de celle-ci, puisqu'il assiste au congrès d'Auray en 1902, n'étant âgé que de 21 ans. Immédiatement après, il est investi comme ovate (grade réservé à ceux qui ne sont ni musiciens, ni écrivains) par le Gorsedd de Bretagne, lors de sa réunion publique de Carnac. Il prend alors le nom bardique de Yann Morvran (Jean le Cormoran). Ces deux noms lui serviront de prénoms, lors de sa carrière d'écrivain et journaliste. Cette investiture montrait qu'il avait acquis la maîtrise du breton[réf. nécessaire].
En 1903, il publie dans La Plume, un article sur le bardisme breton, intitulé Les Bretons modernes et leurs bardes, mais émettra en 1911 des doutes sur la filiation historique du néodruidisme avec les bardes antiques[réf. nécessaire]. Cela ne l'empêchera pas de rester un membre actif du collège des bardes bretons.
Il écrit des articles pour la presse régionaliste bretonne (Ar Bobl, Dihunamb, Le Pays breton et Le Breton de Paris) et, bien que résidant à Paris, participa au congrès de l'Union régionaliste bretonne (URB) à Châteauneuf-du-Faou en 1910[réf. nécessaire].
L'année suivante, il suivit les bardes qui firent scission d'avec l'URB pour créer la Fédération régionaliste de Bretagne et y assuma la présidence de la section d'économie. Cette même année, il se rendit à l'Eisteddfod de Carmarthen et y eut l'honneur de présenter la moitié du glaive au druide gallois.
En 1921, il participe à la session du Congrès celtique à Douglas (Île de Man) et y présente « Les études celtiques modernes à Paris ».
Il était secrétaire général du Club celtique qui organisait des « dîners panceltiques », dont des banquets annuels en l'honneur de la Saint-David, patron du Pays de Galles et de la Saint-Patrick, patron de l'Irlande.
Yves-Marie Goblet meurt en 1955. Ses obsèques sont organisées au cimetière du Père-Lachaise le 12 juillet.

## Œuvres
- La Formation des régions : introduction à une géographie économique de la France, Paris, Librairie générale de droit et de jurisprudence, 1942.
- Le Crépuscule des traités, Paris, Berger-Levrault, 1934
- La Géographie politique de l'Irlande au XVIIe siècle dans les cartes et essais anthropogéographiques de Sir William Petty. Thèse présentée pour le doctorat de lettres à la Faculté des Lettres de l'Université de Paris. 2 tomes de 366 et 376 p. Imprimerie Berger-Levrault , 1930.
- L'Irlande dans la Crise universelle (du 3 août, 1914 au 25 juillet, 1917), Paris, Fernand Alcan, 1918. Sous le pseudonyme de Louis Tréguiz. 2e édition augmentée (1917-1920), Alcan, 1921.
- Articles dans l'ouvrage collectif Jean Aulneau, Francis Delaisi et al. "Les aspirations autonomistes en Europe : Albanie, Alsace-Lorraine, Catalogne, Finlande, Irlande, Macédoine, Serbo-Croatie, 1913.
- Édition et révision des textes en breton d'Auguste Brizeux parus dans les Œuvres complètes publiées en 1910 par Auguste Dorchain.
- Les Littératures celtiques  contemporaines, Paris, 1907.
- Le Droit à l'enseignement du breton, Vannes, 1902.